# گورستان گوران سری ۱
قبرستان گوران سری ۱ مربوط به سده‌های متاخر دوران‌های تاریخی پس از اسلام است و در شهرستان سرباز، بخش مرکزی، دهستان مورتان، ۲ کیلومتری غرب روستای مورتان واقع شده و این اثر در تاریخ ۲۷ اسفند ۱۳۸۶ با شمارهٔ ثبت ۲۲۶۸۷ به‌عنوان یکی از آثار ملی ایران به ثبت رسیده است.